# ソ連運輸省TEM7形ディーゼル機関車
TEM7形（ロシア語: ТЭМ7）は、リュディノフスキー機関車工場が製造する電気式ディーゼル機関車（ロード・スイッチャー）。ソ連運輸通信省向けに1975年から製造が行われ、モデルチェンジを経て2019年現在も生産が続けられている。

## 概要
それまで旧ソ連各地に導入されていたTEM1形や改良型のTEM2形では出力不足となる重量級の貨物列車牽引用に製造された機関車。両形式から出力を40-50％向上させる事を目標に開発が行われた。
車体はフード・ユニットと呼ばれる運転室よりも機器室の車体幅が狭い形状で、車内には無線制御に対応した機器が設置されている。台車はサイドフレームで繋がれた2つの2軸ボギー台車が前後2組配置されており、車軸配置は"(Bo-Bo)-(Bo-Bo)"と表される。車体重量は横方向のばねからサイドフレームに伝達され、TEM7-0001は空気ばね、TEM7-0002はコイルばねを併用、0003以降はコイルばねのみが用いられている。軸重は22.5tだが、車体内部に搭載された鋳鉄板のうち12 tが取り外し可能となっており、21tまで減らす事も可能である。
エンジンはV型12気筒4ストローク機関である2-2D49（12CHN26/26）（1,000 rpm）が用いられ、最大出力は1470 kwである。ソ連で製造されたロード・スイッチャーで初めてAC/DC電源電源方式が採用され、同期発電機のGS-515形（1,310 kw）から発生した交流電力はUVKT-8U2形整流器を経て直流電力へ変換された後、定格出力135 kwのED-120形直流主電動機を駆動させる。定格牽引力は314 kN（32,000 kgf）である。

## 形式

### TEM7形（ТЭМ7）
1975年から1976年まで2両の試作車（0001、0002）が製造された後、翌1977年から量産が始まった。また同年から全ロシア鉄道研究所（ВНИИЖТ）の実験線が行われ、その結果に基づき運転台の構造が変更された。量産車は上記の通り台車のばねが変更された他油圧ダンパーが設置され、発電機もGS-515U2（1,400 kw、1,000 rpm）に変更された。1989年までに294両が製造された。
なおTEM7-0003については1990年代後半に試験的に近代化工事が行われ、形式名がTEM7M形（ТЭМ7М）に改められている。

### TEM7A形（ТЭМ7А）

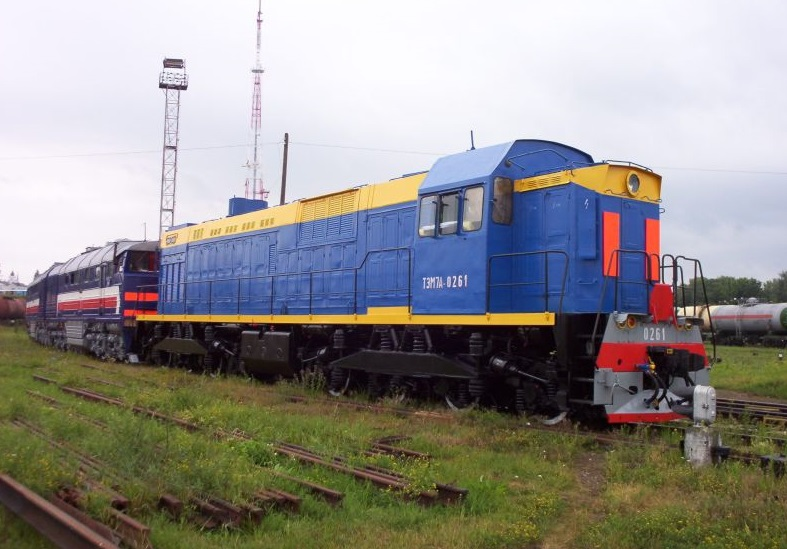
TEM7A-0241

大規模な操車場・車庫での入換や鉱石輸送などを目的に近代化が行われた形式。1988年から製造が始まった。ディーゼルエンジンはコロムナ工場の11-2D49形（12CHN26/26）（1,521 kw）に変更され、マイクロプロセッサ制御方式が導入された。TEM7形で指摘された空気ブレーキの制動不足を改善するため、電動機で駆動する2段式コンプレッサーが採用された。また車体はメンテナンスを容易にするため屋根が取り外し可能となった。
ソビエト連邦の崩壊後も量産が続いており、2008年以降はマイクロプロセッサ回路が更新され機器の監視・制御・診断システム（МСКУД）が導入された他、台枠や制動装置の強化も行われた。また運転室内部には空調装置が搭載されている。

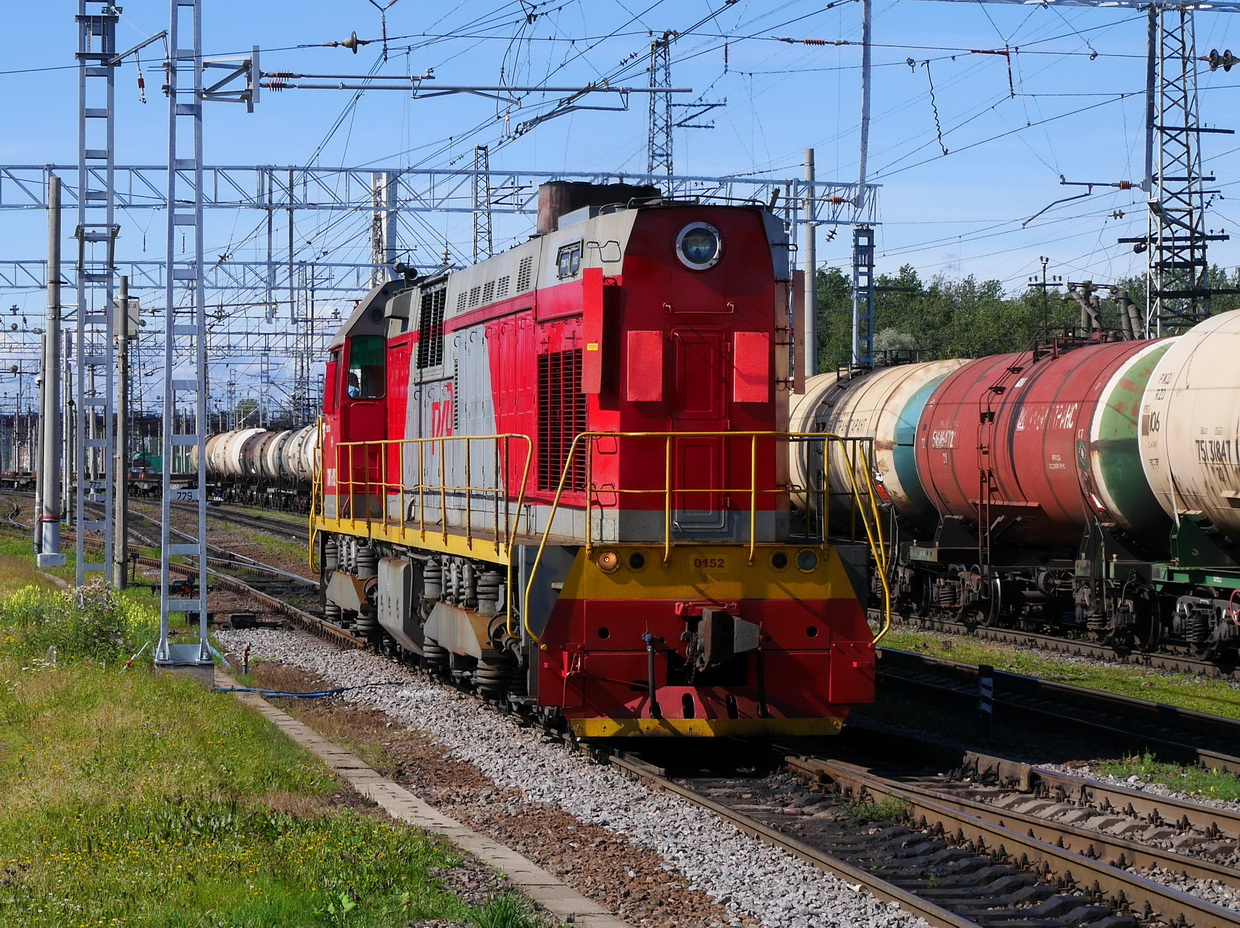
TEM7A-0152（ロシア）
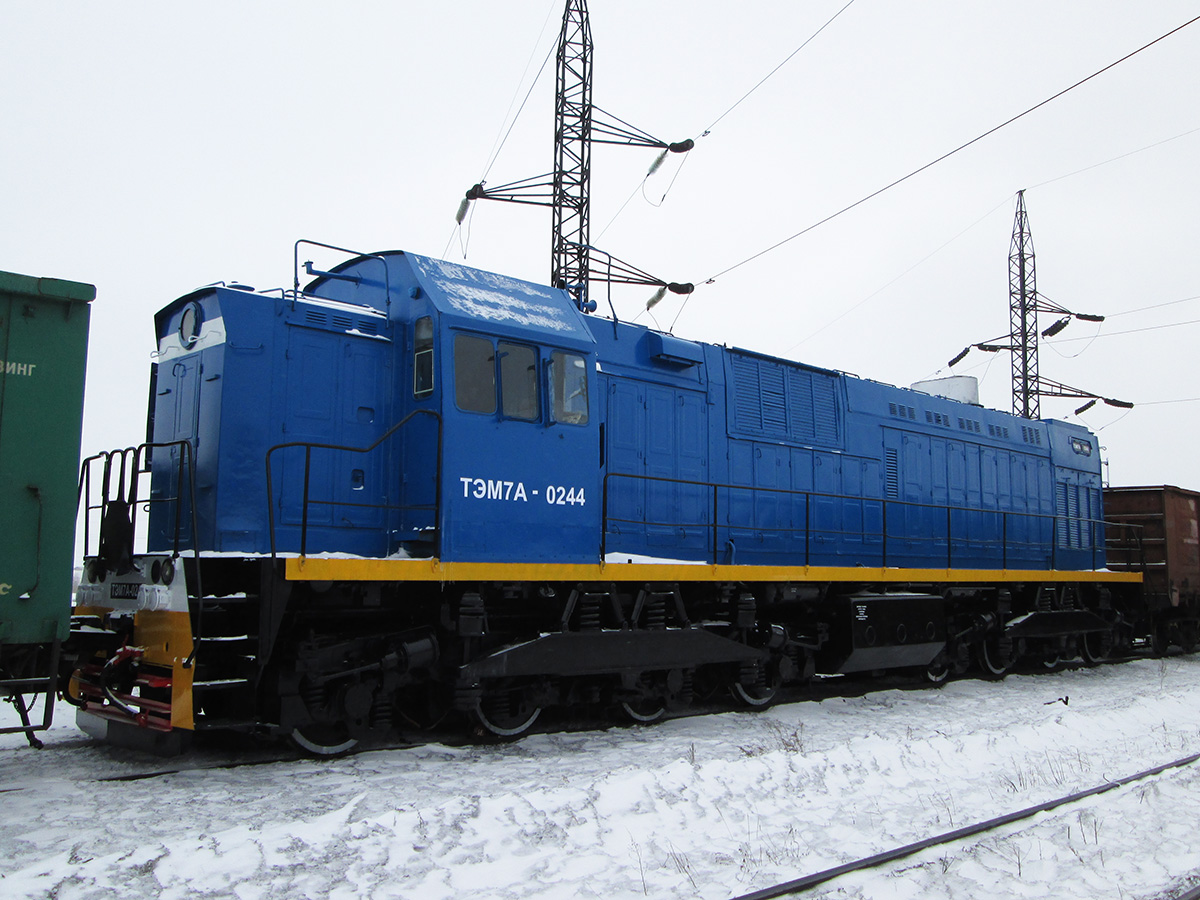
TEM7A-0244（カザフスタン）
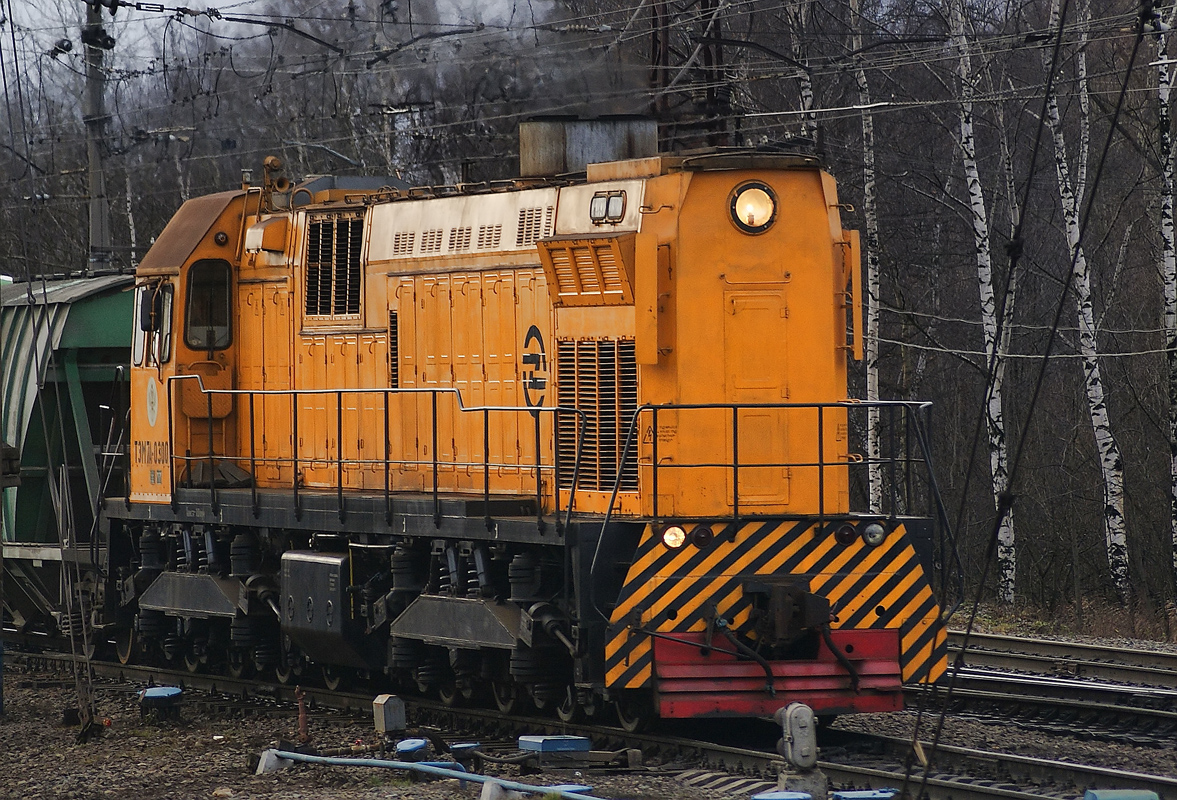
TEM7A-0300P（ロシア）
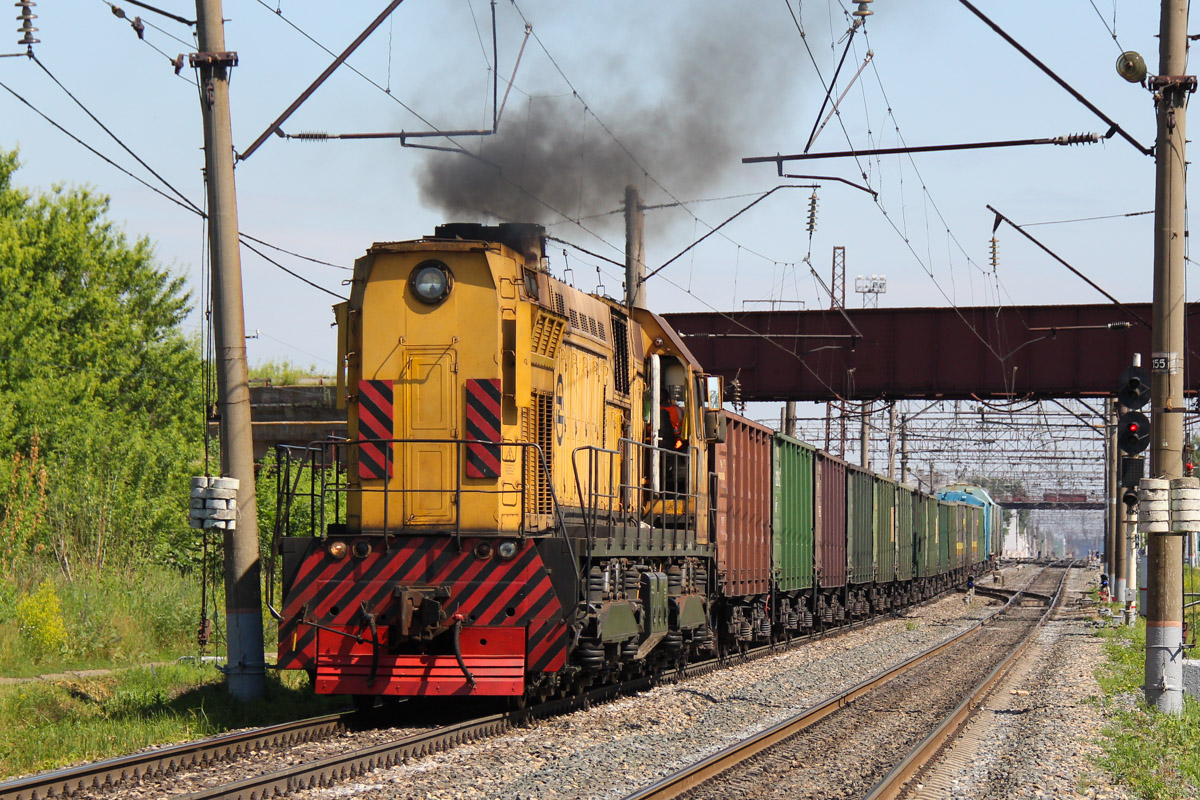
TEM7-0380（ロシア）

## 関連形式

### TEM8A形（ТЭМ8А）
2011年にFORMA Industrial Design Studioによって発表された、TEM7A形を基礎としたコンセプトデザイン。運転台が中央部に移設され、大型ガラスの採用も含め運転席からの視認性が大幅に向上される他、前後の機器室側面は上方に開くようになっており定期的なメンテナンスの簡素化が図られている。2018年のレッド・ドット・デザイン賞を受賞した。

## 参考資料
- Абрамов Е.Р (2015). Локомотивы и моторвагонный подвижной состав с двигателями внутреннего сгорания отечественных железных дорог. Москва́